# Castell de Santa Àgueda
Castell de Santa Àgueda (kastilisch Castillo de Santa Águeda) ist eine eigenständige Wehranlage auf der Baleareninsel Menorca in Spanien. Sie liegt im Gemeindegebiet von Ferreries, auf einem der höchsten Gipfel (264 m) der Insel. Die gesamte Anlage, die aus drei aneinandergrenzenden Sektionen besteht, bedeckt eine Fläche von 5,16 Hektar.
Das Castell de Santa Àgueda war eine der wichtigsten muslimischen Festungen Menorcas (auch unter dem Namen Sen Ageinz bekannt) und wurde im Jahre 1287 zur letzten Bastion des Widerstands gegen die Eroberung durch Alfonso III.

## Geschichte
Der Ursprung dieser Anlage ist unbekannt, jedoch lassen die bei Ausgrabungen gefundenen Artefakte darauf schließen, dass Konstruktionen aus der Talaiotzeit (Bronzezeit) als Basis für die Mauern dienten. Ebenfalls wurden römische Tonkeramikscherben und zahlreiche Münzen gefunden, die einer an diesem Ort befindlichen römischen Siedlung zugeordnet wurden.
Die Ruinen entsprechen dem typischen maurischen Grundriss. Die ältesten Reste sind die beiden runden Türme der Burg, die aus dem 10. und 11. Jahrhundert stammen. Die Türme, zusammen mit der so genannten Casa d´Armes (Waffenkammer) wie auch ein zentraler Teil an der Spitze waren die Hauptteile der Anlage.
Der später errichtete architektonisch einfache Kultbau geht auf ein Gesuch von Eleonore von Aragon (1358–1382), der Tochter von Peter IV. zurück. Er wurde als Kapelle von Santa Àgueda bekannt. Die Heilige Santa Àgueda wurde von der Bevölkerung verehrt und zahlreiche Aufzeichnungen berichten von Pilgerfahrten zum Santuari de Santa Àgueda (Wallfahrtskirche) am Namenstag der Heiligen.
Santa Àgueda de Catania ist die Schutzheilige der verheirateten Frauen und vor allem der stillenden Mütter. Das Martyrium der Heiligen bestand unter anderen aus Folterungen und der Entfernung ihrer Brüste. Der 5. Februar ist eines der wenigen Feste, nicht nur auf Menorca, sondern in ganz Spanien, bei dem Frauen die Hauptrolle einnehmen.

## Beschreibung

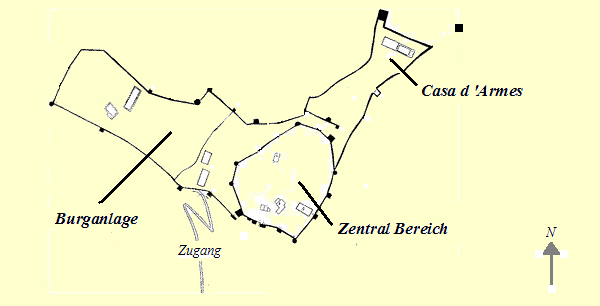
Lageplan

Die Festung besteht aus drei Bereichen.

### Zentralbereich
Das Zentrum der Anlage, auf dem Plateau des Berges hat einen polygonalen Grundriss mit sieben unterschiedlich langen Seiten. Die Grundfläche beträgt 1,54 Hektar und hatte ursprünglich sechzehn Türme mit Durchmessern zwischen 3,6 und 6 m in Rundbauweise, sowie auch einzelne rechteckige Türme.
Die Bauweise der Rundtürme wird von Archäologen der muslimischen Ära des 10. Jahrhunderts zugeordnet, die auch der Bauweise der Aljafería in Saragossa oder den Alcazaba in Granada entspricht. Die quadratischen Türme werden auf Grund der Bauweise und der Anordnung der verwendeten Steine auf das 12. Jahrhundert, die Epoche der Almoraviden, datiert.

### Burganlage
Der nordwestlich angrenzende Bereich hat einen rechteckigen Umriss mit einer Länge von etwa 275 m und einer Breite von 80 m. Die Fläche beträgt 2,8 Hektar. Der Bereich verfügte über eine eigene Wasserversorgung, die aus zwei Zisternen (28 m × 5,9 m und 15 m × 9 m) bestand. Sichtbar sind ihre Mauer- und Fliesenreste. Von hier führte der einzige Zugang zur Festung über einen schmalen Weg, der durch eine Toranlage gesichert war, in Serpentinen ins Tal.

### Waffenhaus
Der Bereich um das Waffenhaus Casa d’Armes (als jüngster Bauabschnitt eingestuft) grenzt nordöstlich an den Zentralbereich. Der Umriss hat unregelmäßige Form, eine Länge von 155 m und an der schmalsten Stelle eine Breite von 44 m. Die Grundfläche beträgt 0,82 Hektar. Das Zentrum der Casa d’Armes wird der Zeit der Almohaden (13. Jahrhundert) zugerechnet.